# Бедфорд (унитарная единица)
Бе́дфорд (англ. Bedford) — унитарная единица со статусом боро на севере церемониального графства Бедфордшир. Административный центр — Бедфорд.

## География
Унитарная единица Бедфорд занимает площадь 476 км² и граничит на севере с церемониальными графствами Нортгемптоншир и Кембриджшир, на юге с унитарной единицей Центральный Бедфордшир и церемониальным графством Бакингемшир.

## История
1 апреля 1974 года был образован район Бедфорд в результате слияния городского боро Бедфорд, городского района (англ. Urban district) Кемпстон и сельского района (англ. Rural District) Бедфорд. В 1975 году королевской хартией район получил статус боро и переименован в Норт-Бедфордшир. В 1992 году району было возвращено наименование Бедфорд. 1 апреля 2009 года в рамках структурного изменения в местном самоуправлении в Англии административный район Бедфорд был преобразован в унитарную единицу.

## Население
На территории унитарной единицы Бедфорд проживают 147 911 человек, при средней плотности населения 310 чел./км² (2001 год).

## Состав
В состав района входит 2 города:
- Бедфорд
- Кемпстон

и 48 общин (англ. civil parish).

## Политика
В совете унитарной единицы Бедфорд заседают 40 депутатов, избранных в 27 округах. В результате последних выборов по 12 мест в совете занимают либеральные демократы, консерваторы и лейбористы.